# Николаевка (Кумертау)
Николаевка — упразднённая в 2004 году деревня на территории современного городского округа город Кумертау Республики Башкортостан.
Вошла в состав села Маячный. До упразднения — деревня в составе Маячинского поссовета города Кумертау.

## География
Находится по обоим берегам реки Юшатырь-Быт, у административной границы с Куюргазинским районом.

## История
Закон Республики Башкортостан от 17 декабря 2004 года № 125-з «Об изменениях в административно-территориальном устройстве Республики Башкортостан, изменениях границ и преобразованиях муниципальных образований в Республике Башкортостан» (в ред. Закона РБ от 20.07.2005 № 211-з)

статья 1, пункт 138.
Объединить рабочий поселок Маячный города Кумертау и деревню Николаевка города Кумертау в единый населенный пункт — рабочий поселок с сохранением наименования Маячный, исключив деревню Николаевка из учётных данных.

## Инфраструктура
Главным предприятием был Маячинский угольный разрез в соседнем посёлке Маячный.

## Транспорт
На южной окраине деревни проходит шоссе (Шоссейная улица).